# Gator Bowl 2020
Match précédent Match suivant
Le Gator Bowl 2020 est un match de football américain de niveau universitaire joué après la saison régulière de 2019, le 2 janvier 2020 au TIAA Bank Field de Jacksonville dans l'État de Floride ETAT aux États-Unis.
Il s'agit de la 75e édition du Gator Bowl.
Le match met en présence l'équipe des Volunteers du Tennessee issue de la Southeastern Conference et l'équipe des Hoosiers de l'Indiana issue de la Big Ten Conference. Sponsorisé par la société TaxSlayer (en), le match est officiellement dénommé le TaxSlayer Gator Bowl 2020.
Il débute à 19 heures locales et est retransmis à la télévision par ESPN.
Tennessee gagne le match sur le score de 23 à 22.

## Présentation du match
Il s'agit de la 2e première rencontre entre ces deux équipes, Tennessee ayant remporté le Peach Bowl 1988 27 à 22.
| Équipes                                                                                                  | Conférences | Entraîneurs        | Stats. saison rég. | Classements avant le bowl | Classements avant le bowl | Classements avant le bowl |
| --- | ----------- | ------------------ | ------------------ | ------------------------- | ------------------------- | ------------------------- |
| Équipes                                                                                                  | Conférences | Entraîneurs        | Stats. saison rég. | CFP                       | AP                        | Coaches                   |
| Volunteers du Tennessee                                                                                  | SEC         | Jeremy Pruitt (en) | 7 - 5              | NC                        | NC                        | NC                        |
| Hoosiers de l'Indiana                                                                                    | B10         | Tom Allen (en)     | 8 - 4              | NC                        | NC                        | NC                        |
| - Arbitre : Mike McCabe (Pac-12). - Équipe donnée favorite par les bookmakers : Tennessee par 1½ points. |             |                    |                    |                           |                           |                           |

### Volunteers du Tennessee
Avec un bilan global en saison régulière de 7 victoires et 5 défaites (4-2 en matchs de conférence), Tennessee est éligible et accepte l'invitation pour participer au Gator Bowl de 2019.
Ils terminent 3e de la East Division de la Southeastern Conference derrière #5 Georgia et #9 Florida. À l'issue de la saison 2019, ils n'apparaissent pas dans les classements CFP, AP et Coaches.
C'est leur 7e participation au Gator Bowl.
| Date             | Saison | Vainqueur                    | Score | Finaliste                  | Résultat  |
| ---------------- | ------ | ---------------------------- | ----- | -------------------------- | --------- |
| 28 décembre 1957 | 1957   | Tennessee Volunteers (#13)   | 30-0  | Texas A&M (#9)             | V : 1 - 0 |
| 31 décembre 1966 | 1966   | Tennessee Volunteers         | 18-12 | Syracuse Orangemen         | V : 2 - 0 |
| 27 décembre 1969 | 1969   | Florida Gators (#15)         | 14-13 | Tennessee Volunteers (#11) | D : 2 - 1 |
| 29 décembre 1973 | 1973   | Texas Tech Red Raiders (#11) | 28-19 | Tennessee Volunteers (#20) | D : 2 - 2 |
| 30 décembre 1994 | 1994   | Tennessee Volunteers         | 45-23 | Virginia Tech Hokies (#17) | V : 3 - 2 |
| 2 janvier 2015   | 2014   | Tennessee Volunteers (7-6)   | 45-28 | Iowa Hawkeyes (7-6)        | V : 4 - 2 |

| Postes      | Joueurs            | Statistiques                                                      |
| ----------- | ------------------ | ----------------------------------------------------------------- |
| Quarterback | Jarrett Guarantano | 134/226 passes réussies pour 1 937 yards, 16 TDs, 6 interceptions |
| Coureur     | Ty Chandler        | 123 courses pour 620 yards nets gagnés et 3 TDs                   |
| Receveur    | Jauan Jennings     | 57 réceptions pour 942 yards et 8 TDs                             |

### Hoosiers de l'Indiana
Avec un bilan global en saison régulière de 8 victoires et 4 défaites (5-4 en matchs de conférence), Indiana est éligible et accepte l'invitation pour participer au Gator Bowl de 2019.
Ils terminent 4e de la East Division de la Big Ten Conference derrière #2 Ohio State, #10 Penn State et #14 Michigan. À l'issue de la saison 2019, ils n'apparaissent pas dans les classements CFP, AP et Coaches.
C'est leur première apparition au Gator Bowl.
| Postes      | Joueurs          | Statistiques                                                      |
| ----------- | ---------------- | ----------------------------------------------------------------- |
| Quarterback | Peyton Ramsey    | 184/266 passes réussies pour 2 227 yards, 13 TDs, 4 interceptions |
| Coureur     | Stevie Scott III | 178 courses pour 845 yards nets gagnés et 10 TDs                  |
| Receveur    | Whop Philyor     | 69 réceptions pour 1 001 yards et 5 TDs                           |

## Résumé du match
Début du match à  19 h 05, fin à  22 h 44 pour une durée totale de jeu de 02 h 39 min, températures de 23 °C, vent de SSE de 16 km/h, ensoleillé.
| QT            | Temps         | Drive         | Drive         | Drive         | Équipe        | Description de l'action | Score | Score |
| ------------- | ------------- | ------------- | ------------- | ------------- | ------------- | --- | ----- | ----- |
| QT            | Temps         | Jeux          | Yards         | TDP           | Équipe        | Description de l'action | TENN  | IND   |
| 2             | 14:49         | 12            | 67            | 06:04         | TENN          | FG de 23 yards par K Brent Cimaglia | 3     | —     |
| 2             | 05:21         | 14            | 50            | 06:14         | TENN          | FG de 32 yards par K Brent Cimaglia | 6     | —     |
| 2             | 00:00         | 10            | 36            | 02:24         | IND           | FG de 24 yards par K Logan Justus | —     | 3     |
|               |               |               |               |               |               | |       |       |
| 3             | 09:29         | 12            | 69            | 05:31         | IND           | TD à la suite d'une course de 1 yard par QB Peyton Ramsey + 1 point de conversion par K Logan Justus                                                                                            | —     | 10    |
| 3             | 08:26         | 2             | 1             | 01:03         | IND           | TD à la suite d'une interception d'une passe du QB adverse Jarrett Guarantano interceptée et retournée sur 63 yards par DB Jamar Johnson mais la conversion à 1 point par K Logan Justus échoue | —     | 16    |
| 3             | 04:11         | 10            | 49            | 04:15         | TENN          | FG de 43 yards par K Brent Cimaglia | 9     |       |
| 3             | 01:01         | 8             | 46            | 03:10         | IND           | FG de 49 yards par K Logan Justus | —     | 19    |
|               |               |               |               |               |               | |       |       |
| 4             | 10:27         | 7             | 82            | 02:45         | IND           | FG de 30 yards par K Logan Justus | —     | 22    |
| 4             | 04:21         | 10            | 82            | 02:45         | TENN          | TD à la suite d'une course de 1 yard par LB Quavaris Crouch + 1 point de conversion par K Brent Cimaglia                                                                                        | 16    | —     |
| 4             | 03:51         | 3             | 54            | 00:30         | TENN          | TD à la suite d'une course de 16 yards par RB Eric Gray + 1 point de conversion par K Brent Cimaglia                                                                                            | 23    | —     |
| Score final : | Score final : | Score final : | Score final : | Score final : | Score final : | Score final : | 23    | 22    |

## Statistiques
| Nom       | Équipe                  | Poste |
| --------- | ----------------------- | ----- |
| Eric Gray | Volunteers du Tennessee | RB    |

| Statistiques                           | Hoosiers de l'Indiana                                  | Volunteers du Tennessee                                 |
| -------------------------------------- | ------------------------------------------------------ | ------------------------------------------------------- |
| 1er down                               | 17                                                     | 19                                                      |
| 1er down à la course                   | 7                                                      | 6                                                       |
| 1er down à la passe                    | 8                                                      | 11                                                      |
| 1er down suite pénalité                | 2                                                      | 2                                                       |
| Conversion de 3e down                  | 4/13                                                   | 6/15                                                    |
| Conversion de 4e down                  | 1/2                                                    | 0/1                                                     |
| Jeux–yards                             | 65 jeux pour 303 yards                                 | 69 jeux pour 374 yards                                  |
| Yards à la course                      | 31 courses pour 76 yards (moyenne de 2,5 yards/course) | 35 courses pour 136 yards (moyenne de 3,9 yards/course) |
| Yards à la passe                       | 227                                                    | 238                                                     |
| Passes : Réussies-Tentées-Interceptées | 20/34 passes complétées, 1 interception                | 19/34 passes complétées, 2 interceptions                |
| Réussite en zone rouge/chances         | 3/3                                                    | 4/5                                                     |
| TD                                     | 2                                                      | 2                                                       |
| Field Goals                            | 3/4                                                    | 3/3                                                     |
| Sacks (Nombre-Yards)                   | 1 pour 6 yards adverses perdus                         | 4 pour 26 yards adverses perdus                         |
| Fumbles (Nombre/Perdus)                | —                                                      | —                                                       |
| Pénalités (Nombre/Yards perdus)        | yards perdus                                           | yards perdus                                            |
| Temps de possession                    | 29:27                                                  | 30:33                                                   |

| Hoosiers de l'Indiana   |                    |                                                                                               |
| Quarterback             | Peyton Ramsey      | 20/34 passes complétées, 227 yards, 1 interception, 0 TD, 4 sacks subis, évaluation QB de 109 |
| Meilleur coureur        | Peyton Ramsey      | 17 courses pour 54 yards nets gagnés, 1 TD, moyenne de 3,2 yards/course                       |
| Meilleur receveur       | Peyton Hendershot  | 6/7 réceptions pour 67 yards gagnés, 0 TD                                                     |
| Meilleur tackler        | Jerome Johnson     | 6 tacles dont 3 en solo, 1 TFL (6 yards), 1 sack (6 yards), 1 quarterback hit                 |
| Volunteers du Tennessee |                    |                                                                                               |
| Quarterback             | Jarrett Guarantano | 18/31 passes complétées, 221 yards, 2 interceptions, 0 TD, 1 sack subi, évaluation QB de 104  |
| Meilleur coureur        | Eric Gray          | 14 courses pour 86 yards nets gagnés, 1 TD, moyenne de 6,1 yards/course                       |
| Meilleur receveur       | Josh Palmer        | 6/8 réceptions pour 68 yards gagnés, 0 TD                                                     |
| Meilleur tackler        | Henry To'o To'o    | 8 tacles dont 4 en solo                                                                       |